# Julie Schwartz
Julie Schwartz (* 17. April 1960 in Cincinnati) ist eine US-amerikanische Rabbinerin des liberalen Judentums.
Sie war die erste Militärrabbinerin in der US Navy.
Nach dem Schwartz ihre Schulzeit an der Walnut Hills High School in Cincinnati summa cum laude abschloss, studierte sie an der Northwestern University. Dort erwarb sie ihren Bachelor of Arts mit dem Schwerpunkt Neure Geschichte. 1986 erfolgte ihre Ordination zur Rabbinerin.
Sie war 1986 die erste Frau, die als jüdische Militärseelsorgerin in der US Navy tätig war. Ihre Berufung zur Militärseelsorgerin erfolgte im selben Jahr, in dem sie das Hebrew Union College – Jewish Institute of Religion (HUC-JIR) abgeschlossen hatte und dort ordiniert worden war. Sie begleitete Patienten im Marinekrankenhaus in Oakland, Kalifornien. Nach einer dreijährigen Dienstzeit kehrte sie nach Cincinnati zurück und war in verschiedenen Positionen am HUC-JIR tätig.
Ihre erste Position als Gemeinderabbinerin trat sie 1999 in B’nai Israel an.
2011 kehrte sie ans HUC-JIR zurück, um das von ihr gegründete Seelsorge- und Beratungsprogramm zu leiten.
Die im Februar 2022 eröffneten Kunstausstellung „Holy Sparks“ (dt.: Heilige Funken) im Heller Museum (New York) und Skirball Museum (Los Angeles) stellte 24 Jüdische  Künstlerinnen aus, deren Kunstwerk jeweils von einer Rabbinerin handelt, die in ihrer Art und Weise die Erste in etwas war. Die Comicbuchautorin Emily Bowen Cohen stellte ein Werk inspiriert von Schwartz aus.